# MYH1
MYH1是一个位于人类第17号染色体上的基因，编码组成肌凝蛋白（肌球蛋白）重链的蛋白质肌球蛋白-1（Myosin-1）。MYH1基因主要在脊椎动物快缩型IIX/D型肌纤维中表达，因此又名myHC-IIx/d。
MYH1与MYO1基因家族的基因是不同的两类基因。